# Jasenka Marohnić
Jasenka Marohnić je hrvatska košarkašica, članica hrvatske košarkaške reprezentacije.

## Karijera
Osvojila je zlato na Mediteranskim igrama 2001. godine.
Na MI 2005. u španjolskoj Almeriji osvojila je srebro.